# سیا (آلیکانته)

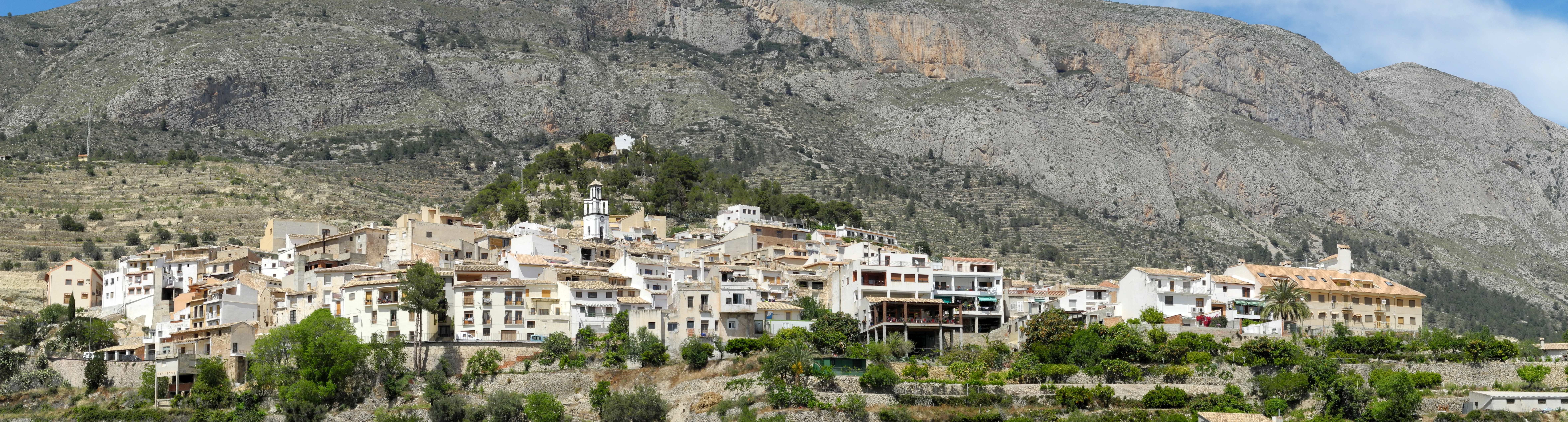
نمایی از سیا، دهستانی در استان آلیکانتهٔ اسپانیا - ۲۰۱۶

سیا دهستانی در استان آلیکانتهٔ اسپانیا است.
در این دهستان ۶۵۰ نفر زندگی می‌کنند. مساحت این دهستان ۳۹٫۰۰ کیلومتر مربع است.